# Stenkvista församling
Stenkvista församling var en församling i Strängnäs stift och i Eskilstuna kommun i Södermanlands län. Församlingen uppgick 2006 i Stenkvista-Ärla församling. 

## Administrativ historik
Församlingen har medeltida ursprung och var till 2006 moderförsamling i pastoratet Stenkvista och Ärla. Församlingen uppgick 2006 i Stenkvista-Ärla församling.

## Kyrkor
- Stenkvista kyrka